# Crises
Pour les articles homonymes, voir Crise.
Albums de Mike Oldfield
Five Miles Out
(1982) Discovery
(1984)
Singles
1. Moonlight Shadow
Sortie : mai 1983
2. Shadow on the Wall
Sortie : septembre 1983

Crises est le huitième album studio du musicien britannique Mike Oldfield, paru le 27 mai 1983. C'est l'album qui contient la chanson la plus connue de Mike Oldfield, Moonlight Shadow.

## Contenu
L'album contient un long morceau instrumental et cinq morceaux courts, dont quatre chansons. C'est le premier album de Mike Oldfield depuis ses débuts à contenir autant de chansons, même s'il confirme une évolution perceptible sur ses albums précédents. Sur Five Miles Out sorti un an plus tôt, Mike Oldfield avait déjà intégré des chansons et parties chantées avec paroles en anglais.
Les chansons sont interprétées par Maggie Reilly (Moonlight Shadow, Foreign Affair), Jon Anderson de Yes (In High Places) et Roger Chapman du groupe Family (Shadow on the Wall). Les parties chantées sur le long instrumental sont assurées par Mike Oldfield lui-même.
Sur le plan instrumental, Mike Oldfield s'est entouré de Phil Spalding (GTR) à la basse, Rick Fenn (guitariste de 10cc) et Ant Glynne aux guitares, Pierre Moerlen (batteur de Gong) au vibraphone et surtout Simon Phillips à la batterie, ce dernier étant également crédité comme coproducteur de l'album.

## Face A
| No | Titre                        | Paroles       | Durée |
| -- | ---------------------------- | ------------- | ----- |
| 1. | Crises (chant Mike Oldfield) | Mike Oldfield | 20:40 |

## Face B
| No | Titre                                    | Paroles                      | Durée |
| -- | ---------------------------------------- | ---------------------------- | ----- |
| 2. | Moonlight Shadow (chant Maggie Reilly)   | Mike Oldfield                | 3:34  |
| 3. | In High Places (chant Jon Anderson)      | Mike Oldfield, Jon Anderson  | 3:33  |
| 4. | Foreign Affair (chant Maggie Reilly)     | Mike Oldfield, Maggie Reilly | 3:53  |
| 5. | Taurus 3 (instrumental)                  |                              | 2:25  |
| 6. | Shadow on the Wall (chant Roger Chapman) | Mike Oldfield                | 3:09  |

## Musiciens
- Mike Oldfield : guitares sur tous les titres sauf Foreign Affair (y compris les guitares Adamas, Ramirez et Manson sur Taurus 3), Fairlight CMI (sauf sur Taurus 3), Roland VP-330 (sauf sur Moonlight Shadow et Shadow on the Wall), Oberheim OB-Xa (sur Crises et In High Places), DSX et DMX (sur Crises), basse sur Crises et Shadow on the Wall, mandoline sur Crises et Taurus 3, batterie électronique Simmons, Prophet V, orgue Farfisa, harpe, piano, simulateur Quantec Room et chant sur Crises, basse acoustique, clochettes, shaker et tambourin sur Taurus 3, banjo sur Shadow on the Wall
- Rick Fenn : guitare sur Crises
- Anthony Glynne : guitares sur Crises et Shadow on the Wall
- Phil Spalding : basse sur Crises et In High Places
- Maggie Reilly : chant sur Moonlight Shadow et Foreign Affair
- Jon Anderson : chant sur In High Places
- Roger Chapman : chant sur Shadow on the Wall
- Simon Phillips : batterie Tama, shaker sur Foreign Affair et Taurus 3, claquements de doigts, clochettes, tambourin et bruits de pas sur Taurus 3
- Pierre Moerlen : vibraphone sur In High Places

## Classements
| Classement (1983)             | Meilleure position |
| ----------------------------- | ------------------ |
| Allemagne (Media Control AG)  | 1                  |
| Australie (Kent Music Report) | 17                 |
| Autriche (Ö3 Austria Top 40)  | 2                  |
| Canada (RPM)                  | 57                 |
| France (IFOP)                 | 2                  |
| Italie (FIMI)                 | 2                  |
| Norvège (VG-lista)            | 1                  |
| Nouvelle-Zélande (RIANZ)      | 6                  |
| Pays-Bas (Mega Album Top 100) | 2                  |
| Royaume-Uni (UK Albums Chart) | 6                  |
| Suède (Sverigetopplistan)     | 1                  |
| Suisse (Schweizer Hitparade)  | 5                  |

| Classement (2013)             | Meilleure position |
| ----------------------------- | ------------------ |
| Autriche (Ö3 Austria Top 40)  | 73                 |
| Espagne (Promusicae)          | 39                 |
| France (SNEP)                 | 144                |
| Royaume-Uni (UK Albums Chart) | 71                 |
| Suisse (Schweizer Hitparade)  | 87                 |

| Classement (2014)    | Meilleure position |
| -------------------- | ------------------ |
| Espagne (Promusicae) | 98                 |

| Classement (1983)             | Position |
| ----------------------------- | -------- |
| Allemagne (Media Control AG)  | 3        |
| Australie (Kent Music Report) | 75       |
| Autriche (Ö3 Austria Top 40)  | 6        |
| France (IFOP)                 | 17       |
| Italie (FIMI)                 | 9        |
| Pays-Bas (Single Top 100)     | 11       |

| Pays                 | Certification | Ventes  |
| -------------------- | ------------- | ------- |
| Allemagne (BVMI)     | Platine       | 500 000 |
| Espagne (Promusicae) | Platine       | 100 000 |
| France (SNEP)        | Or            | 432 600 |
| Royaume-Uni (BPI)    | Or            | 100 000 |